# Irén Geblusek
Irén Geblusek (* 11. Januar 1944 in Budapest) ist eine ungarische Badmintonspielerin. 

## Karriere
Irén Geblusek gewann 1965 die ungarischen Meisterschaften im Damendoppel mit Katalin Jászonyi. 1964 und 1965 siegte sie ebenfalls in der Mannschaftsmeisterschaft, wobei sie mit dem Éviterv SC erfolgreich war.

## Sportliche Erfolge
| Saison | Veranstaltung                    | Disziplin   | Platz | Name                             |
| ------ | -------------------------------- | ----------- | ----- | -------------------------------- |
| 1964   | Ungarn: Mannschaftsmeisterschaft | Mannschaft  | 1     | Éviterv SC                       |
| 1965   | Ungarn: Einzelmeisterschaften    | Damendoppel | 1     | Katalin Jászonyi / Irén Geblusek |
| 1965   | Ungarn: Mannschaftsmeisterschaft | Mannschaft  | 1     | Éviterv SC                       |